# 秦野町
秦野町（はだのまち）は、神奈川県中郡にかつてあった町である。
1955年1月1日に南秦野町、北秦野村、東秦野村と合併し秦野市になった。

## 歴史
- 1869年 - 竜門寺に修身館開学（現在の秦野市立本町小学校）。
- 1889年4月1日 - 明治22年町村制が施行。曽屋村（十日市場含む）、上大槻村、下大槻村飛地、名古木村飛地を分合し大住郡秦野町となった。
- 1890年 - 曽屋水道竣工、配水開始。（土管による近代上水道）
- 1896年4月1日 - 大住郡と淘綾郡が合併し中郡秦野町となる[1]。
- 1897年1月 - 曽屋に秦野葉煙草専売所設置。
- 1903年 - 煙草専売法公布。
- 1906年 - 二宮駅から初代秦野駅（後の台町駅）を結ぶ湘南馬車鉄道開通。
- 1910年 - 秦野電気合資会社が秦野町と南秦野村に電力供給を開始。
- 1916年 - 電気事業が町営化。
- 1927年 - 南秦野村に小田急電鉄開通。
- 1942年 - 町営電気事業の設備を関東配電株式会社に出資、町営電気事業に終止符。
- 1955年1月1日 - 合併により秦野市となる。同時に中郡から離脱。

## 歴代首長
| 代     | 氏名           | 在任期間                                |
| 1      | 村上長兵衛     | 1889年（明治22年） - 1893年（明治26年） |
| 2      | 佐藤政吉       | 1893年（明治26年） - 1897年（明治30年） |
| 3-8    | 大野与五右衛門 | 1897年（明治30年）-1920年（大正9年）    |
| 9      | 安藤奏太朗     | 1920年（大正9年）-1923年（大正12年）    |
| 10     | 佐野義職       | 1923年（大正12年）-1925年（大正14年）   |
| 11     | 西海惣兵衛     | 1925年（大正14年）-1926年（大正15年）   |
| 12     | 平野儀三郎     | 1926年（大正15年）-1930年（昭和5年）    |
| 13     | 梶山久次郎     | 1931年（昭和6年）-1935年（昭和10年）    |
| 14     | 関野顕治       | 1935年（昭和10年）-1935年（昭和10年）   |
| 15     | 石井兵助       | 1936年（昭和11年）-1938年（昭和13年）   |
| 16     | 杉山茂         | 1939年（昭和14年）-1940年（昭和15年）   |
| 17     | 木村淳         | 1941年（昭和16年）-1944年（昭和19年）   |
| 18     | 高橋角蔵       | 1944年（昭和19年）-1946年（昭和21年）   |
| 19     | 北村寅之助     | 1946年（昭和21年）- 1947年（昭和22年）  |
| 20     | 望月永三郎     | 1947年（昭和22年）- 1947年（昭和22年）  |
| 21, 22 | 中村新治       | 1948年（昭和23年） - 1954年（昭和29年） |

この節、「いしずえ」（秦野市史編纂室）および「神奈川県町村合併誌」（神奈川県）を参考にした。

## 電気事業
1910年（明治43年）1月、東京市の小森徳八らにより秦野電気合資会社が設立され、小田原電気鉄道（後の箱根登山鉄道）から電力の供給を受ける形で電力事業が始まった。1916年（大正5年）6月、経営権の買収により電力事業は町営となった。秦野を通る富士瓦斯紡績会社（後の富士紡）の東京への送電線を利用して受電していた。1942年（昭和17年）11月16日、関東配電株式会社（後の東京電力）から出資設備価格に相当する株式（額面50円の普通株式9269株と16円の現金）が発行され、町営電気事業は終了した。

## 廃止後
現在の秦野市の地域区分では本町地区と区分される。住所としては「秦野市上大槻」「秦野市曽屋」など大字名が使われるほか、旧曽屋村地域では、住所表示の分割により、「秦野市文京町」「秦野市末広町」などの新地名も用いられる。